# 伯恩哈德·冯·萨克森-魏玛
伯納德·馮·薩克森-魏瑪（德語：Bernhard von Sachsen-Weimar；1604年8月16日-1639年7月18日）是三十年戰爭中的德意志親王和將軍。

## 生平
伯纳德出生于薩克森-威瑪的魏玛，是萨克森-魏玛公爵約翰二世和安哈特的多蘿西亞·瑪麗亞的第十一个儿子。
伯纳德曾在耶拿大学短暂学习。三十年戰爭爆发时，他站在新教這一边。